# Kết quả chi tiết Giải bóng đá nữ Vô địch Quốc gia 2017
Kết quả chi tiết giải bóng đá nữ vô địch quốc gia 2017 (Tên gọi chính thức là: Giải bóng đá nữ vô địch Quốc gia - Cúp Thái Sơn Bắc 2017) là kết quả chi tiết các trận đấu bóng đá lần thứ 20 của Giải bóng đá nữ vô địch quốc gia 2017, giải đấu diễn ra thường niên do VFF tổ chức. Công ty Tnhh Thương mại Thiết Bị Điện Thái Sơn Bắc là nhà tài trợ chính thức cho giải đấu bóng đá này.

## Kết quả chi tiết
Giải diễn ra hai lượt đi và về, các trận lượt đi sẽ diễn ra từ ngày 11/5 đến 1/6/2017 tại Sân vận động Thống Nhất (Thành phố Hồ Chí Minh); các trận lượt về dự kiến từ ngày 6/11 đến 27/11/2017 và các trận Bán kết, Chung kết dự kiến diễn ra từ ngày 30/11 đến 3/12/2017 tại Sân vân động Hà Nam (thành phố Phủ Lý – tỉnh Hà Nam).

### Vòng 1
| Thành phố Hồ Chí Minh I | 0–2      | Than Khoáng Sản Việt Nam                                 |
| ----------------------- | -------- | -------------------------------------------------------- |
|                         | Chi tiết | Nguyễn Thị Vạn (21) 2', 84' · Nguyễn Thị Ngọc Lê (3) 62' |

| Thành phố Hồ Chí Minh II | 0–1      | Sơn La              |
| ------------------------ | -------- | ------------------- |
|                          | Chi tiết | Lê Hồng Vân (9) 81' |

| Phong Phú Hà Nam | 5–0                                                                              | TNG Thái Nguyên |
| --- | -------------------------------------------------------------------------------- | --------------- |
| Bùi Thị Như (6) 31' · Nguyễn Thị Liễu (8) 50' · Phạm Thị Tươi (22) 67' · Vũ Thị Thúy (16) 81', 89' · Lại Thị Tuyết (1) 63' | 5 tháng 12 năm 2017-pp-ha-nam-va-ha-noi-i-khoi-dau-thuan-loi-28702.html Chi tiết |                 |

| Hà Nội II              | 1–4                                                                              | Hà Nội I                                                                     |
| ---------------------- | -------------------------------------------------------------------------------- | ---------------------------------------------------------------------------- |
| Trần Thị Nhung (7) 84' | 5 tháng 12 năm 2017-pp-ha-nam-va-ha-noi-i-khoi-dau-thuan-loi-28702.html Chi tiết | Nguyễn Thị Huế (9) 17' · Thái Thị Thảo (16) 23', 67' · Phạm Hải Yến (12) 86' |

### Vòng 2
| Than Khoáng Sản Việt Nam                     | 2–0      | Thành phố Hồ Chí Minh II |
| -------------------------------------------- | -------- | ------------------------ |
| Phạm Thị Hằng (12) 5' · Trần Thị Thu (7) 19' | Chi tiết | Trần Thị Kim Anh (3) 43' |

| Sơn La | 0–3      | Thành phố Hồ Chí Minh I                                                     |
| ------ | -------- | --------------------------------------------------------------------------- |
|        | Chi tiết | Nguyễn Thị Bích Thùy (27) 10' · Phan Thị Trang (10) 80' · Huỳnh Như (9) 87' |

| TNG Thái Nguyên                                    | 2–1      | Hà Nội II                                                     |
| -------------------------------------------------- | -------- | ------------------------------------------------------------- |
| Hoàng Thị Thảo (18) 28' · Lương Thị Xuyên (21) 83' | Chi tiết | Nguyễn Thị Xuân Diệp (2) 39' · Nguyễn Thị Nguyệt Nga (19) 26' |

| Hà Nội I                                       | 0–0      | Phong Phú Hà Nam |
| ---------------------------------------------- | -------- | ---------------- |
| Thái Thị Thảo (16) 25' · Đỗ Thị Nguyên (2) 80' | Chi tiết |                  |

### Vòng 3
| Thành phố Hồ Chí Minh I | 7–0      | Thành phố Hồ Chí Minh II |
| --- | -------- | ------------------------ |
| Trần Thị Thu (15) 16' · Huỳnh Như (9) 30', 89' · Lê Hoài Lương (5) 32' · Phan Thị Trang (10) 71', 73' · Trần Thị Kim Anh (3) 80' (ph.l.n) | Chi tiết |                          |

| Sơn La                 | 0–4      | Than Khoáng Sản Việt Nam |
| ---------------------- | -------- | --- |
| Bạc Thị Phượng (5) 67' | Chi tiết | Phạm Thị Hằng (12) 32' · Nguyễn Thị Thúy Hằng (19) 59' · Hà Thị Ngọc Uyên (19) 78' (ph.l.n) · Nguyễn Thị Vạn (21) 85' · Nguyễn Thị Mai (5) 89' |

| Phong Phú Hà Nam                                        | 3–0      | Hà Nội II               |
| ------------------------------------------------------- | -------- | ----------------------- |
| Phạm Thị Tươi (22) 49' · Nguyễn Thị Liễu (8) 89', 90+3' | Chi tiết | Nguyễn Thị Thúy (6) 29' |

| TNG Thái Nguyên | 0–4      | Hà Nội I                                                  |
| --------------- | -------- | --------------------------------------------------------- |
|                 | Chi tiết | Biện Thị Hằng (10) 49', 60', 65' · Thái Thị Thảo (16) 78' |

### Vòng 4
| Phong Phú Hà Nam                                   | 1–0      | Than Khoáng Sản Việt Nam                        |
| -------------------------------------------------- | -------- | ----------------------------------------------- |
| Nguyễn Thị Nguyệt (11) 81' · Đỗ Thị Nguyên (2) 55' | Chi tiết | Trịnh Thị Huệ (31) 36' · Đinh Thị Thúy (17) 63' |

| TNG Thái Nguyên                                    | 1–3      | Thành phố Hồ Chí Minh I                                                              |
| -------------------------------------------------- | -------- | ------------------------------------------------------------------------------------ |
| Lương Thị Xuyến (21) 61' · Hoàng Thị Thảo (18) 76' | Chi tiết | Cao Thị Biên (17) 4' (ph.l.n) · Trần Thị Thùy Trang (14) 47' · Lê Hoài Lương (5) 70' |

| Hà Nội I                                                                                  | 2–0      | Thành phố Hồ Chí Minh II |
| ----------------------------------------------------------------------------------------- | -------- | ------------------------ |
| Nguyễn Kim Anh (11) 43' · Nguyễn Thị Tuyết Mai (17) 90' (ph.l.n) · Thái Thị Thảo (16) 78' | Chi tiết |                          |

| Hà Nội II | 0–1      | Sơn La                                          |
| --------- | -------- | ----------------------------------------------- |
|           | Chi tiết | Cầm Thị Hằng (6) 87' · Bạc Thị Phượng (5) 90+5' |

### Vòng 5
| Thành phố Hồ Chí Minh I                                                   | 2–0      | Phong Phú Hà Nam             |
| ------------------------------------------------------------------------- | -------- | ---------------------------- |
| Lê Hoài Lương (5) 29' · Huỳnh Như (9) 79' · Trần Thị Phương Thảo (37) 45' | Chi tiết | Trần Thị Hồng Nhung (12) 78' |

| Than Khoáng Sản Việt Nam | 1–1      | TNG Thái Nguyên                                      |
| ------------------------ | -------- | ---------------------------------------------------- |
| Trần Thị Thu (7) 71'     | Chi tiết | Nguyễn Hương Giang (19) 12' · Trần Mai Tuyền (8) 63' |

| Thành phố Hồ Chí Minh II                                | 2–1      | Hà Nội II               |
| ------------------------------------------------------- | -------- | ----------------------- |
| Hồ Thị Anh Đào (42) 15' · Nguyễn Thị Thanh Tâm (11) 71' | Chi tiết | Nguyễn Thị Thúy (6) 34' |

| Sơn La | 0–4      | Hà Nội I                                                                     |
| ------ | -------- | ---------------------------------------------------------------------------- |
|        | Chi tiết | Biện Thị Hằng (10) 6' · Vũ Thị Nhung (21) 13' · Hồ Thị Quỳnh (19) 66', 90+1' |

### Vòng 6
| Thành phố Hồ Chí Minh II                                                               | 1–2      | TNG Thái Nguyên                                                              |
| -------------------------------------------------------------------------------------- | -------- | ---------------------------------------------------------------------------- |
| Đỗ Thị Thúy Kiều (2) 7' · Nguyễn Thị Ngọc Diễm (35) 32' · Nguyễn Thị Thảo Mai (22) 63' | Chi tiết | Lê Thị Thùy Trang (9) 53' · Nguyễn Hải Hòa (2) 69' · Hoàng Thị Thảo (18) 45' |

| Sơn La | 0–8      | Phong Phú Hà Nam |
| ------ | -------- | --- |
|        | Chi tiết | Nguyễn Thị Liễu (8) 15', 19' · Nguyễn Thị Nguyệt (11) 21', 25' · Nguyễn Thị Tuyết Dung (7) 43', 68', 83' · Nguyễn Thị Nụ (25) 65' |

| Than Khoáng Sản Việt Nam | 9–0      | Hà Nội II |
| --- | -------- | --------- |
| Nguyễn Thị Hạnh (13) 2' · Nguyễn Thị Thúy Hằng (19) 31', 87' · Phạm Thị Hằng (12) 34' · Nguyễn Thị Vạn (21) 36' · Trần Thị Thu (7) 54', 67' · Đinh Thị Kim Huế (3) 74' (ph.l.n) · Dương Thị Vân (20) 83' | Chi tiết |           |

| Thành phố Hồ Chí Minh I                           | 2–1      | Hà Nội I                                              |
| ------------------------------------------------- | -------- | ----------------------------------------------------- |
| Huỳnh Như (9) 18' · Trần Nguyễn Bảo Châu (18) 42' | Chi tiết | Phạm Hải Yến (12) 6' · Nguyễn Thị Thùy Dương (20) 76' |

### Vòng 7
| Phong Phú Hà Nam           | 1–0      | Thành phố Hồ Chí Minh II      |
| -------------------------- | -------- | ----------------------------- |
| Nguyễn Thị Nguyệt (11) 29' | Chi tiết | Nguyễn Thị Ngọc Hiếu (38) 72' |

| TNG Thái Nguyên | 4–1      | Sơn La                  |
| --- | -------- | ----------------------- |
| Nguyễn Hương Giang (19) 13' · Cao Thị Biên (11) 30' · Lương Thị Xuyến (21) 47' · Nguyễn Thị Đăng (10) 57' · Trần Thị Thúy Nga (28) 85' | Chi tiết | Đinh Thị Duyên (11) 53' |

| Hà Nội I            | 0–0      | Than Khoáng Sản Việt Nam |
| ------------------- | -------- | ------------------------ |
| Bùi Thúy An (5) 65' | Chi tiết |                          |

| Hà Nội II | 0–7      | Thành phố Hồ Chí Minh I |
| --------- | -------- | --- |
|           | Chi tiết | Nguyễn Thị Bích Thùy (27) 3' · Huỳnh Như (9) 15', 25', 35', 47' · Phan Thị Trang (10) 69' · Nguyễn Thị Mỹ Anh (25) 80' · Trần Thị Phương Thảo (37) 67' |

### Vòng 8
| TNG Thái Nguyên                                     | 2–1      | Sơn La               |
| --------------------------------------------------- | -------- | -------------------- |
| Trần Mai Tuyên (8) 6' · Lê Thị Thuỳ Trang (9) 45+1' | Chi tiết | Cầm Thị Hằng (6) 14' |

| Phong Phú Hà Nam | 0–0      | Than Khoáng Sản Việt Nam |
| ---------------- | -------- | ------------------------ |
|                  | Chi tiết |                          |

| Hà Nội I                                                                                                  | 6–0      | Hà Nội II |
| --- | -------- | --------- |
| Phạm Hải Yến (12) 14', 60' · Hồ Thị Quỳnh (19) 32' · Biện Thị Hằng (10) 62', 75' · Bạch Thu Hiền (23) 65' | Chi tiết |           |

| Thành phố Hồ Chí Minh II | 0–6      | Thành phố Hồ Chí Minh I |
| ------------------------ | -------- | --- |
|                          | Chi tiết | Nguyễn Thị Mỹ Anh (25) 17' · Phan Thị Trang (10) 37' · Nguyễn Thị Bích Thùy (27) 54' · Trần Thị Thùy Trang (14) 58' · Nguyễn Thị Tuyết Ngân (57) 73', 90' |

### Vòng 9
| Than Khoáng Sản Việt Nam                                | 2–0      | TNG Thái Nguyên |
| ------------------------------------------------------- | -------- | --------------- |
| Trịnh Thị Huệ (31) 28' · Nguyễn Thị Trúc Hương (28) 89' | Chi tiết |                 |

| Sơn La | 0–2      | Phong Phú Hà Nam                                               |
| ------ | -------- | -------------------------------------------------------------- |
|        | Chi tiết | Nguyễn Thị Nguyệt (11) 42' · Lò Thị Thành (23-OG) 75' (ph.l.n) |

| Hà Nội II                                              | 0–2      | Thành phố Hồ Chí Minh II                                      |
| ------------------------------------------------------ | -------- | ------------------------------------------------------------- |
| Trần Thị Hải Linh (10) 45+2' · Hồ Thị Anh Đào (42) 87' | Chi tiết | Nguyễn Thị Tuyết Mai (17) 45' · Nguyễn Thị Thanh Tâm (11) 67' |

| Thành phố Hồ Chí Minh I                             | 1–0      | Hà Nội I               |
| --------------------------------------------------- | -------- | ---------------------- |
| Phan Thị Trang (10) 80' · Trương Thị Phụng (23) 33' | Chi tiết | Thái Thị Thảo (16) 83' |

### Vòng 10
| Phong Phú Hà Nam                                     | 1–0      | TNG Thái Nguyên             |
| ---------------------------------------------------- | -------- | --------------------------- |
| Lê Thu Thanh Hương (10) 10' · Vũ Thị Thúy (16) 90+7' | Chi tiết | Lê Thị Thùy Trang (9) 90+4' |

| Sơn La | 0–1      | Than Khoáng Sản Việt Nam |
| ------ | -------- | ------------------------ |
|        | Chi tiết | Nguyễn Thị Vạn (21) 70'  |

| Hà Nội II | 0–1      | TP Hồ Chí Minh I      |
| --------- | -------- | --------------------- |
|           | Chi tiết | Lê Hoài Lương (5) 59' |

| Hà Nội I                                                                    | 4–0      | TP Hồ Chí Minh II                                                         |
| --------------------------------------------------------------------------- | -------- | ------------------------------------------------------------------------- |
| Nguyễn Thị Huế (9) 7' · Hồ Thị Quỳnh (19) 35' · Bạch Thu Hiền (23) 80', 89' | Chi tiết | Nguyễn Lang (39) 59' · Hồ Thị Anh Đào (42) 83' · Đỗ Thị Thuý Kiều (2) 83' |

### Vòng 11
| Hà Nội I                | 1–1      | Than KSVN               |
| ----------------------- | -------- | ----------------------- |
| Nguyễn Thị Muôn (7) 10' | Chi tiết | Nguyễn Thị Vạn (21) 59' |

| Hà Nội II | 0–2      | Phong Phú Hà Nam                                                                                                   |
| --------- | -------- | --- |
|           | Chi tiết | Nguyễn Thị Tuyết Dung (7) 14' · Nguyễn Thị Nguyệt (11) 60' · Nguyễn Thị Nguyệt (11) 79' · Trần Thị Vượng (4) 90+1' |

| TP Hồ Chí Minh II | 0–0      | Sơn La |
| ----------------- | -------- | ------ |
|                   | Chi tiết |        |

| TP Hồ Chí Minh I           | 1–0      | TNG Thái Nguyên |
| -------------------------- | -------- | --------------- |
| Trần Thị Hồng Lĩnh (6) 34' | Chi tiết |                 |

### Vòng 12
| Phong Phú Hà Nam | 0–0      | Hà Nội I           |
| ---------------- | -------- | ------------------ |
|                  | Chi tiết | Đỗ Thị Yến (6) 23' |

| Than KSVN              | 1–0      | Hà Nội II |
| ---------------------- | -------- | --------- |
| Dương Thị Vân (20) 23' | Chi tiết |           |

| Sơn La | 0–3      | TP Hồ Chí Minh I                                                                          |
| ------ | -------- | ----------------------------------------------------------------------------------------- |
|        | Chi tiết | Trần Nguyễn Bảo Châu (18) 4' · Trần Thị Kim Hồng (7) 31' · Nguyễn Thị Tuyết Ngân (57) 67' |

| TNG Thái Nguyên                                                            | 2–1      | TP Hồ Chí Minh II                                             |
| -------------------------------------------------------------------------- | -------- | ------------------------------------------------------------- |
| Trần Mai Tuyền (8) 57' · Hoàng Thị Thảo (18) 68' · Hoàng Thị Thảo (18) 40' | Chi tiết | Nguyễn Thị Ngọc Hiếu (38) 89' · Nguyễn Thị Thảo Lang (39) 56' |

### Vòng 13
| TNG Thái Nguyên                                       | 1–1      | Hà Nội II                                                |
| ----------------------------------------------------- | -------- | -------------------------------------------------------- |
| Nguyễn Thị Đăng (10) 28' · Trần Thị Thúy Nga (28) 31' | Chi tiết | Nguyễn Thị Thanh Nhã (18) 63' · Nguyễn Kiều Diễm (9) 73' |

| Sơn La | 0–1      | Hà Nội I                                    |
| ------ | -------- | ------------------------------------------- |
|        | Chi tiết | Phạm Hải Yến (12) 12' · Bùi Thúy An (5) 88' |

| Than Khoáng Sản Việt Nam                                       | 2–0      | Thành phố Hồ Chí Minh II                                   |
| -------------------------------------------------------------- | -------- | ---------------------------------------------------------- |
| Nguyễn Thị Thúy Hằng (19) 34' · Nguyễn Thị Trúc Hương (28) 45' | Chi tiết | Nguyễn Thị Ngọc Giàu (4) 70' · Hoàng Thị Ngọc Tâm (46) 83' |

| Phong Phú Hà Nam                                                                                   | 0–1      | Thành phố Hồ Chí Minh I                           |
| -------------------------------------------------------------------------------------------------- | -------- | ------------------------------------------------- |
| Lại Thị Tuyết (1) 74' · Nguyễn Thị Nguyệt (11) 81' · Vũ Thị Thúy (16) 86' · Trần Thị Vượng (4) 89' | Chi tiết | Lê Hoài Lương (5) 65' · Trương Thị Phụng (23) 83' |

### Vòng 14
| Hà Nội I                                                               | 3–0      | TNG Thái Nguyên |
| ---------------------------------------------------------------------- | -------- | --------------- |
| Phạm Hải Yến (12) 8' · Nguyễn Kim Anh (11) 36' · Hồ Thị Quỳnh (19) 87' | Chi tiết |                 |

| Hà Nội II | 0–0      | Sơn La |
| --------- | -------- | ------ |
|           | Chi tiết |        |

| Thành phố Hồ Chí Minh I                                                                  | 2–0      | Than Khoáng Sản Việt Nam |
| ---------------------------------------------------------------------------------------- | -------- | ------------------------ |
| Trần Thị Thu Thảo (16) 33' · Nguyễn Thị Tuyết Ngân (57) 50' · Võ Thị Thuỳ Trinh (67) 68' | Chi tiết |                          |

| Thành phố Hồ Chí Minh II                                                                                                | 0–0      | Phong Phú Hà Nam            |
| --- | -------- | --------------------------- |
| Nguyễn Thị Thảo Lang (39) 63' · Cù Thị Huỳnh Như (56) 88' · Nguyễn Thị Thanh Tâm (11) 90+3' · Lê Thị Hồng Tươi (32) 84' | Chi tiết | Nguyễn Thị Minh Anh (5) 59' |

## Bảng xếp hạng
Nguồn:
Tính đến ngày 27 tháng 11 năm 2017
| XH | Đội                      | Trận | Thắng | Hòa | Thua | BT | BB | HS  | Điểm  | Vòng tiếp theo |
| -- | ------------------------ | ---- | ----- | --- | ---- | -- | -- | --- | ----- | -------------- |
| 1  | thành phố Hồ Chí Minh I  | 14   | 13    | 0   | 1    | 39 | 4  | +35 | 39    | Vòng bán kết   |
| 2  | Phong Phú Hà Nam         | 14   | 8     | 4   | 2    | 23 | 3  | +20 | 28(a) | Vòng bán kết   |
| 3  | Hà Nội I                 | 14   | 8     | 4   | 2    | 30 | 5  | +25 | 28(a) | Vòng bán kết   |
| 4  | Than Khoáng sản Việt Nam | 14   | 8     | 4   | 2    | 25 | 5  | +20 | 28(a) | Vòng bán kết   |
| 5  | TNG Thái Nguyên          | 14   | 5     | 2   | 7    | 15 | 26 | -11 | 17    |                |
| 6  | Sơn La                   | 14   | 2     | 2   | 10   | 4  | 32 | -28 | 8(b)  |                |
| 7  | thành phố Hồ Chí Minh II | 14   | 2     | 2   | 10   | 6  | 30 | -24 | 8(b)  |                |
| 8  | Hà Nội II                | 14   | 0     | 2   | 12   | 4  | 41 | -37 | 2     |                |

Ghi chú:
- (a): Điểm số đối đầu của các đội lần lượt là Phong Phú Hà Nam có 6 điểm, Hà Nội I có 4 điểm trong khi Than Khoáng sản Việt Nam chỉ có 3 điểm.
- (b): Điểm số đối đầu của các đội lần lượt là Sơn La có 4 điểm, Thành phố Hồ Chí Minh II có 1 điểm.